# Mariä Himmelfahrt (Semerskirchen)

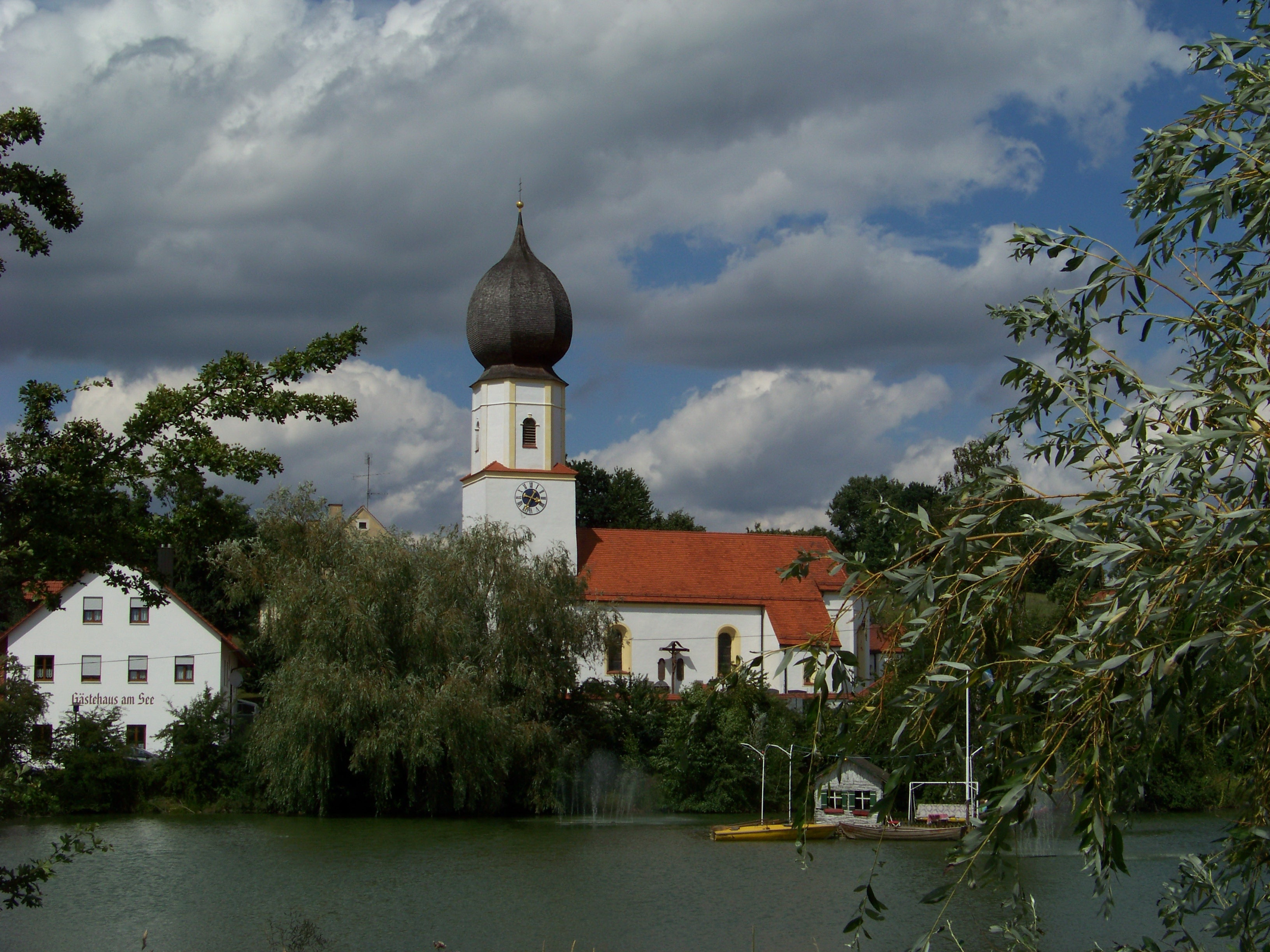
Dorfweiher Semerskirchen mit der Pfarrkirche Mariä Himmelfahrt

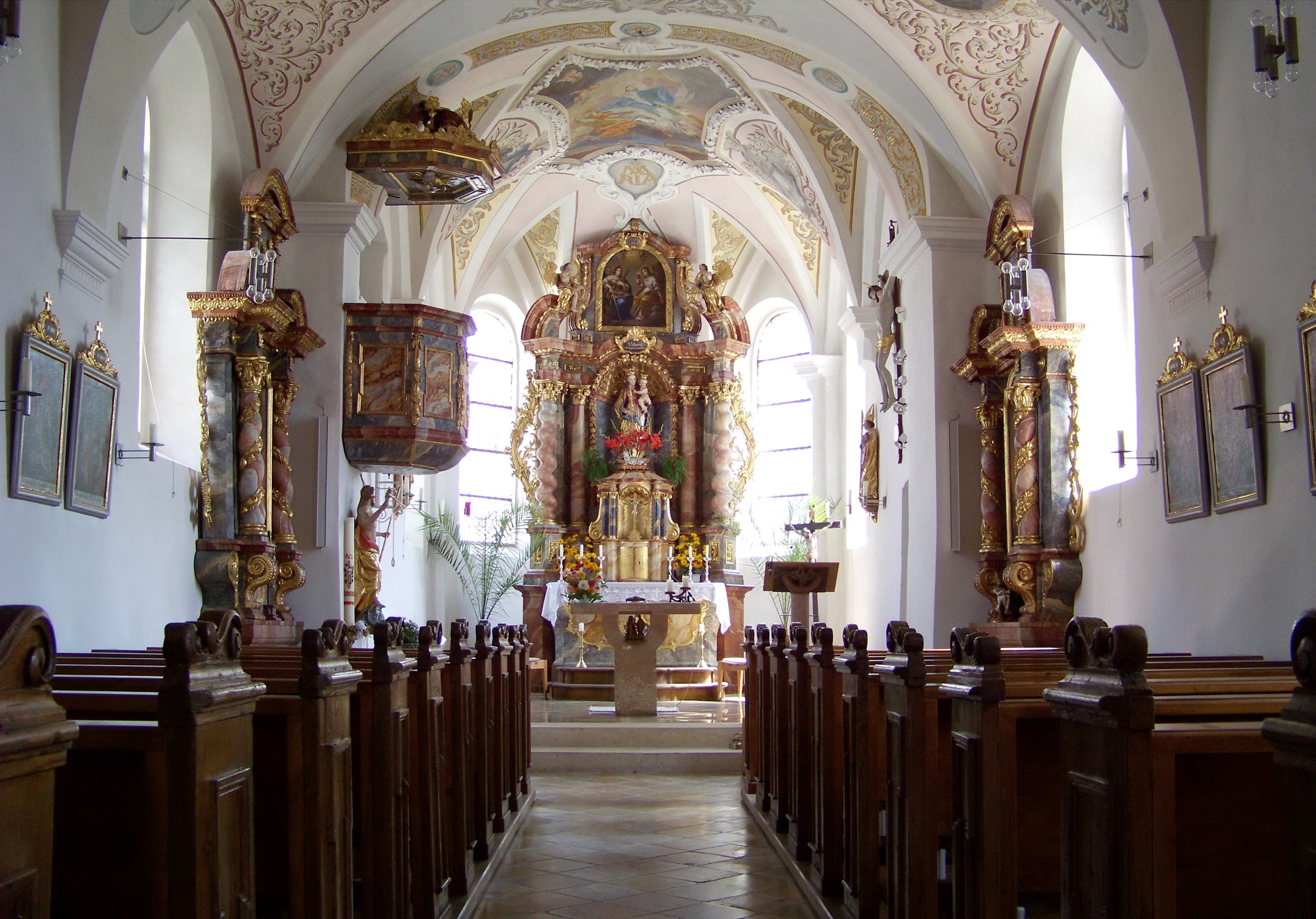
Innenansicht

Die römisch-katholische Pfarrkirche Mariä Himmelfahrt in Semerskirchen, einem Ortsteil der Gemeinde Herrngiersdorf im niederbayerischen Landkreis Kelheim, gilt als eine der ältesten Pfarrkirchen im Bistum Regensburg. Obwohl erst im 13. Jahrhundert urkundlich erwähnt, geht man von einer Gründung bereits im 9. Jahrhundert aus. Der heutige Bau vereint Stilelemente und Ausstattungsstücke der Romanik, der Gotik und des Barock.

## Geschichte
Die Kirche gehört vermutlich zu den ältesten noch bestehenden Kirchen und zu den ältesten Pfarrkirchen im Bistum Regensburg. Dafür spricht das ursprüngliche Patrozinium Beata Maria Virgo, unter dem das bairische Herzogsgeschlecht der Agilolfinger vor allem im 9. Jahrhundert zahlreiche Kirchen gründeten. Daher liegt die Vermutung nahe, dass auch Kirche und Pfarrei in Semerskirchen bereits im 9. Jahrhundert entstanden sind. Der bei einer Renovierung im Jahr 1994 zum Teil freigelegte Bodenziegelbelag unter dem heutigen Langhaus wird auf die Zeit um 1000 n. Chr. datiert. Die erste urkundliche Erwähnung erfuhr das Gotteshaus zu Sanctmarienchirchen (heute Semerskirchen) allerdings erst im Jahr 1273. Damals ging das Patronat auf das Augustinerchorherrenstift Rohr über. Im Jahr 1280 wurde die vakante Pfarrei Sittelsdorf – nur etwa zwei Kilometer südwestlich der heutigen Pfarrkirche gelegen – mit der Pfarrei Semerskirchen vereinigt. Diese beiden Pfarreien sowie die Nachbarpfarrei Sandsbach zählt man heute zu den ältesten im Bistum Regensburg.
Die älteste Teile der heutigen Bausubstanz stammen aus der romanischen Stilepoche, also spätestens aus dem 13. Jahrhundert. Dazu zählen die Grundmauern des Langhauses, wie an dem teilweise freigelegten Kalksteinmauerwerk ersichtlich, und der Unterbau des Turmes. Letzterer verfügt über zugesetzte rundbogige Zwillingsfenster, die diese stilistische Zuordnung als sicher erscheinen lassen. Außerdem wurden unterhalb des heutigen Chorraums Reste einer romanischen Apsis ergraben. Diese wurde jedoch bereits Mitte des 15. Jahrhunderts durch einen größeren, gotischen Chor ersetzt, der bis heute erhalten ist. An dessen Südseite wurde nachträglich die ehemalige „Seelenkammer“ angefügt, was an dem vermauerten Spitzbogenfenster im Chor erkennbar ist.
Nach starken Schäden im Dreißigjährigen Krieg wurde die Kirche um 1640 wieder aufgebaut. Unter dem Rohrer Propst Patritius von Heydon, der von 1682 bis 1730 im Amt war, erfolgte eine Barockisierung der Kirche. Davon zeugt zum Beispiel der 1688 geweihte Hochaltar. Um 1710 erhielt der Turm seinen Achteckaufsatz mit der markanten, schindelgedeckten Zwiebelhaube. Im Zuge der Barockisierung wurden die Sakristei an der Nordseite des Chores errichtet, das Kirchenportal von der Südseite in das Turmerdgeschoss verlegt, an der Westseite des Turmes eine Vorhalle angebaut und die beiden unteren Turmgeschosse zum Zwecke der Platzgewinnung mit dem Langhaus verbunden. Die letzte größere Kirchenrenovierung wurde im Jahr 1994 durchgeführt.

## Architektur

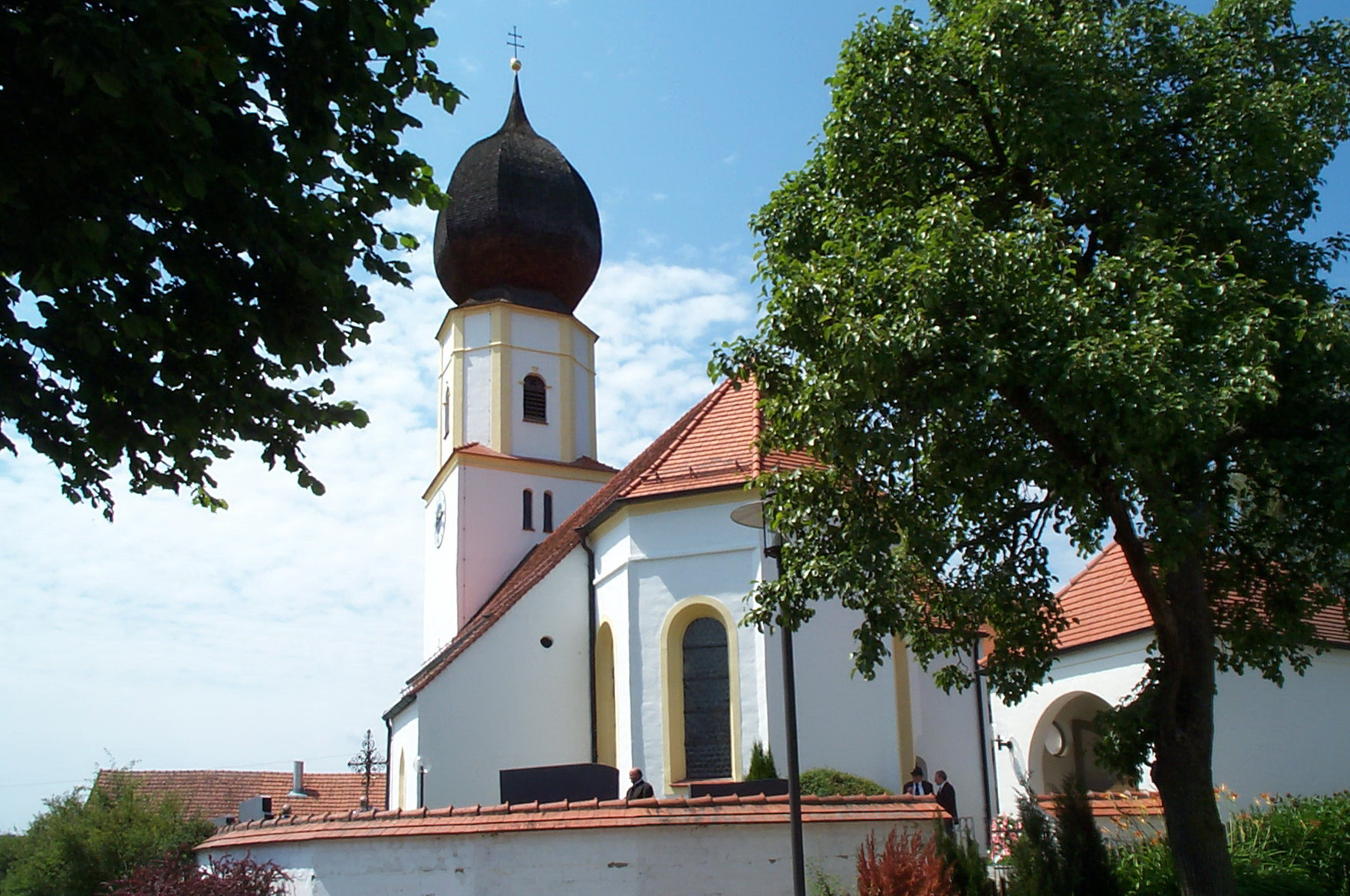
Außenansicht von Osten

Über dem Dorfweiher von Semerskirchen erhebt sich malerisch die Pfarrkirche Mariä Himmelfahrt. Die nach Osten ausgerichtete Saalkirche umfasst ein Langhaus zu drei Jochen sowie einen einjochigen Chor, der – für die Spätgotik typisch – mit einem Fünfachtelschluss versehen ist. Langhaus und Chor sind unter einem gemeinsamen Satteldach vereinigt. Der Außenbau ist bis auf die rundbogigen Fensteröffnungen weitgehend ungegliedert, wobei im mittleren Langhausjoch keine Fenster eingesetzt sind. An den Chor wurden auf der Nord- und Südseite Sakristeianbauten angefügt.
Der ausspringende Westturm besitzt einen ungegliederten, quadratischen Unterbau, der in der Substanz noch aus der Spätromanik stammt. Oberhalb der Turmuhr, also deutlich über dem Dachfirst des Langhauses, geht der Turm mittels eines Gesimses in einen oktogonalen Aufsatz über, der in der Barockzeit errichtet wurde. Dieser wird von Lisenen gegliedert und besitzt nach vier Seiten rundbogige Schallöffnungen. Als oberer Abschluss dient eine mächtige Turmzwiebel, die – für die Gegend eher untypisch – mit Holzschindeln gedeckt ist. Eine ähnliche Schindeldeckung weist allerdings auch die Pfarrkirche St. Peter im Nachbarort Sandsbach auf.
Durch das Erdgeschoss des Turmes erfolgt der Zugang zum Kircheninneren. Dieser Raum ist mit einem Abschlussgitter vom eigentlichen Kirchenraum abgetrennt. Im rückwärtigen Langhausjoch ist eine Empore mit gerader Brüstung eingezogen. Die Wand zum Turm wurde sowohl unterhalb wie auch auf der Empore niedergelegt, um mehr Platz für die Gottesdienstbesucher bzw. für die Orgel zu gewinnen. Das Langhaus und der leicht eingezogene Chor werden von einem barocken Kreuzgewölbe überspannt.

## Ausstattung

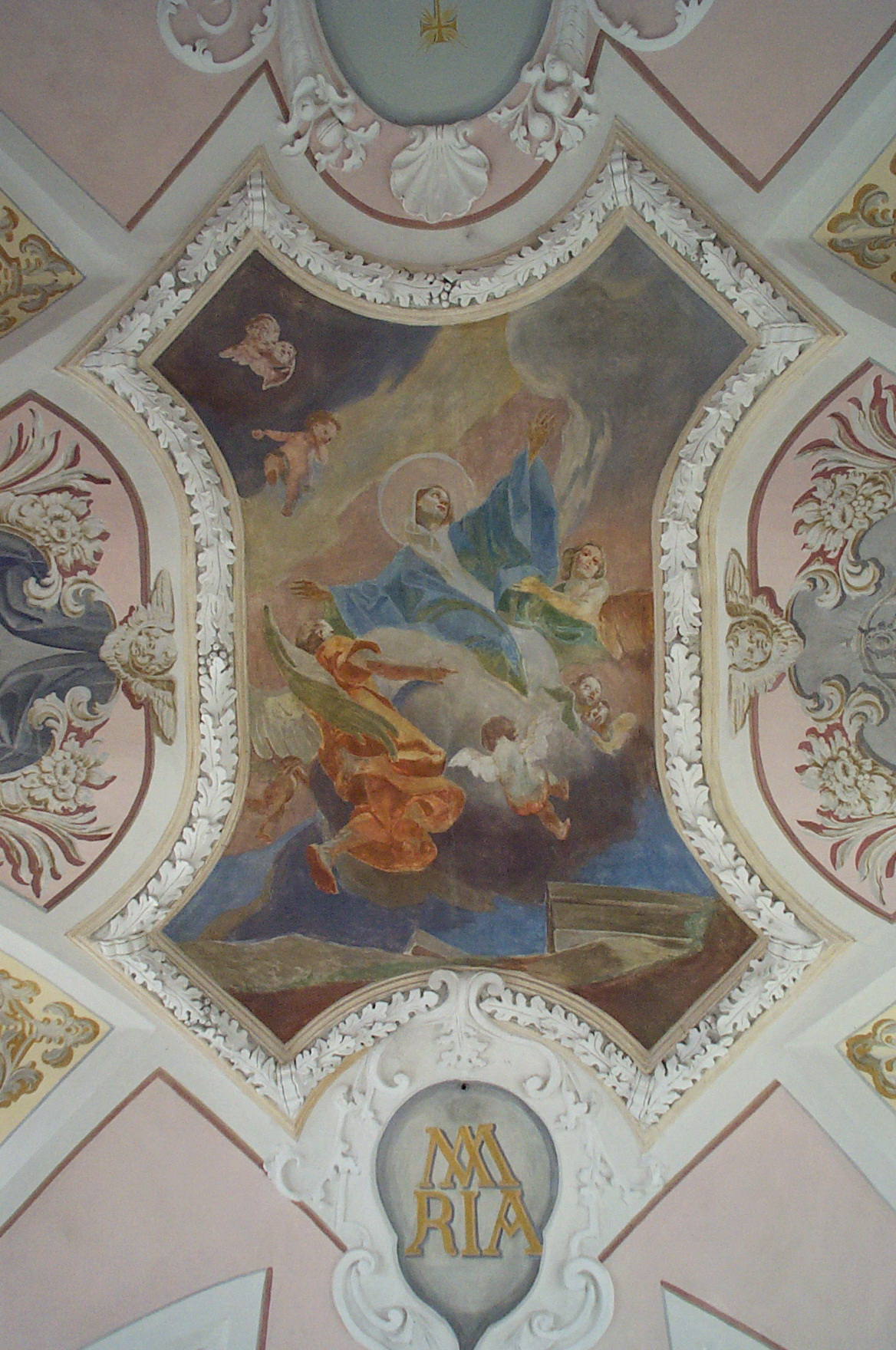
Deckengemälde der Himmelfahrt Mariens im Chorraum

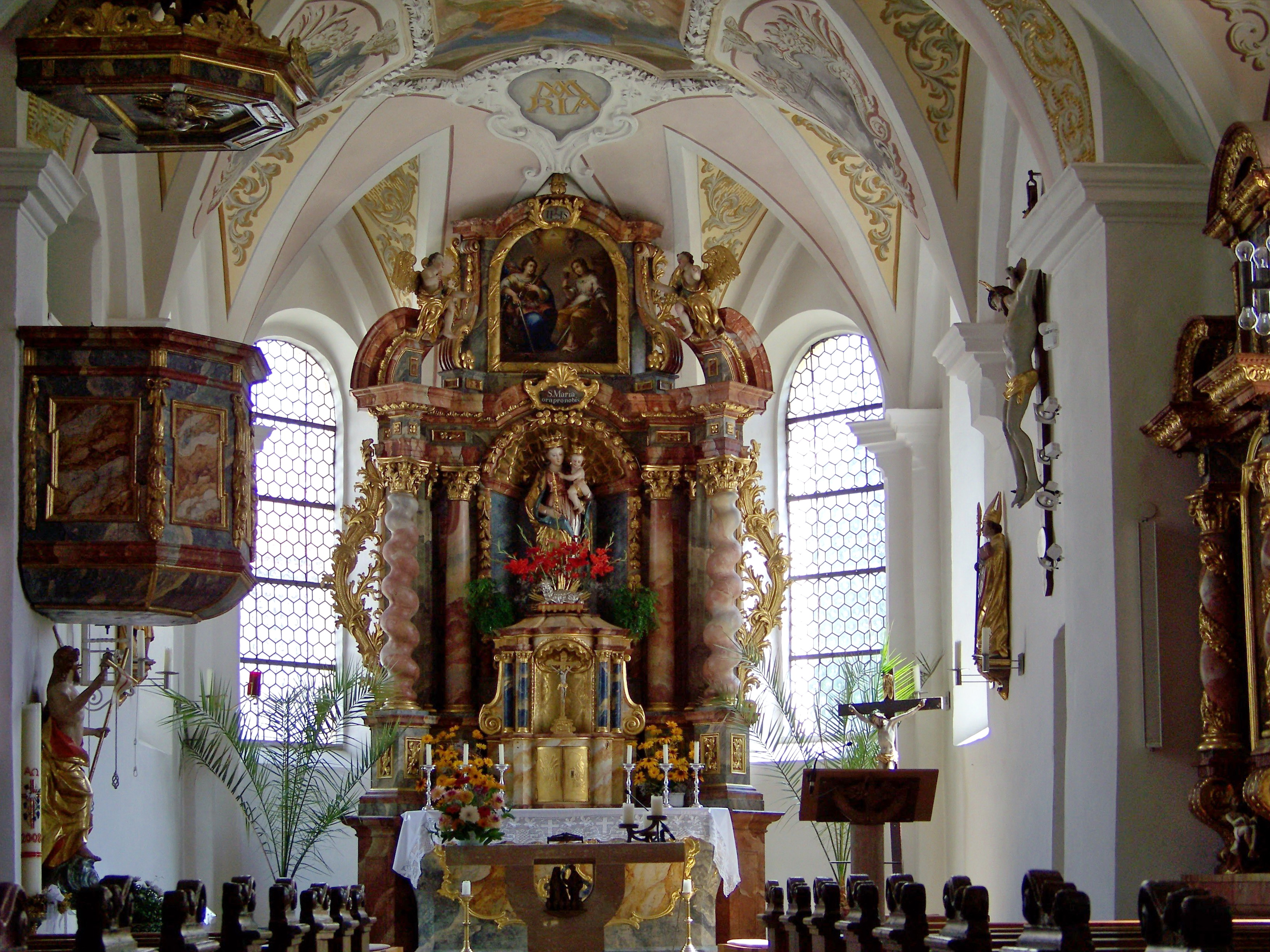
Chorraum mit Hochaltar und Kanzel

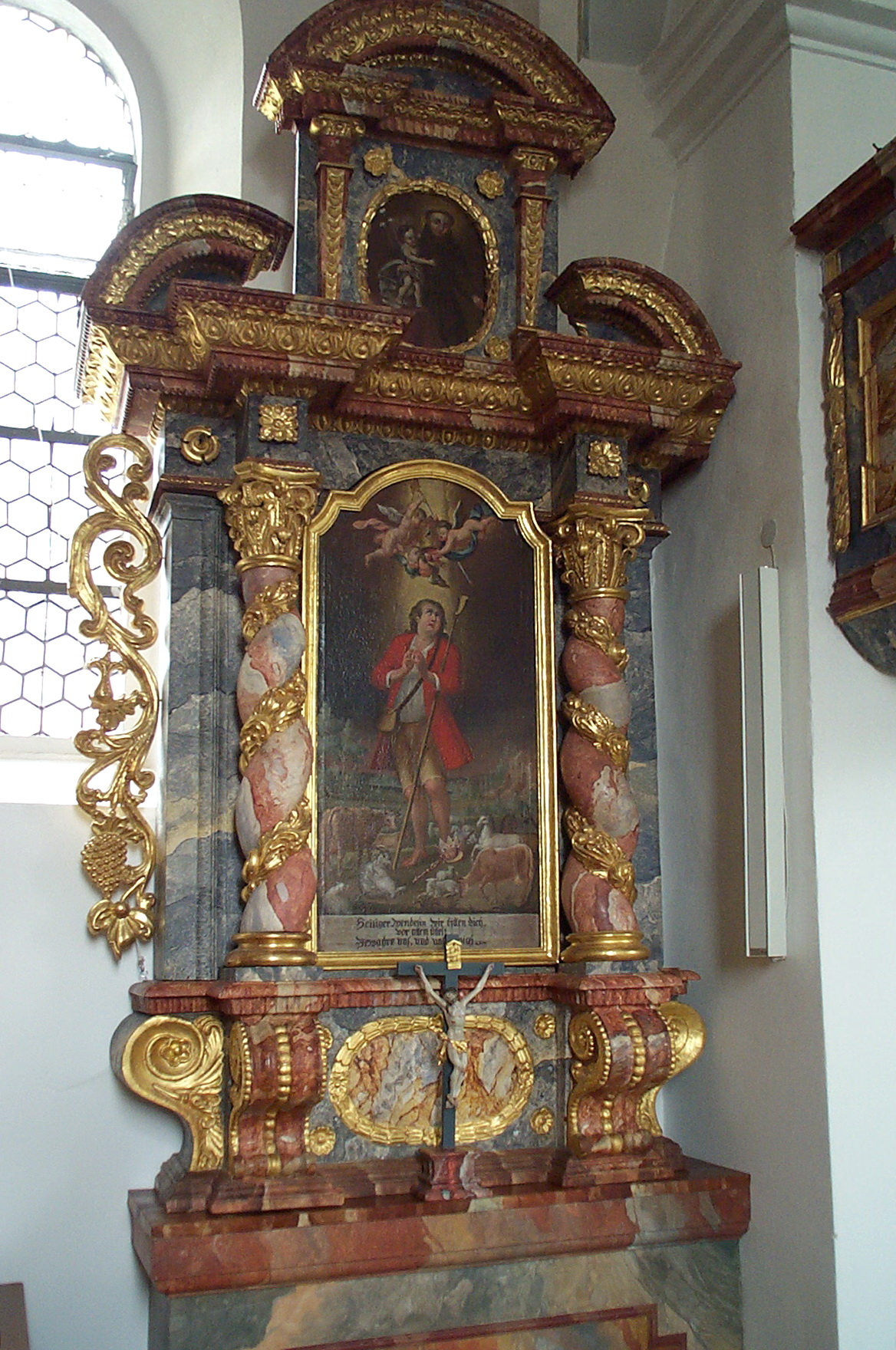
Nördlicher Seitenaltar

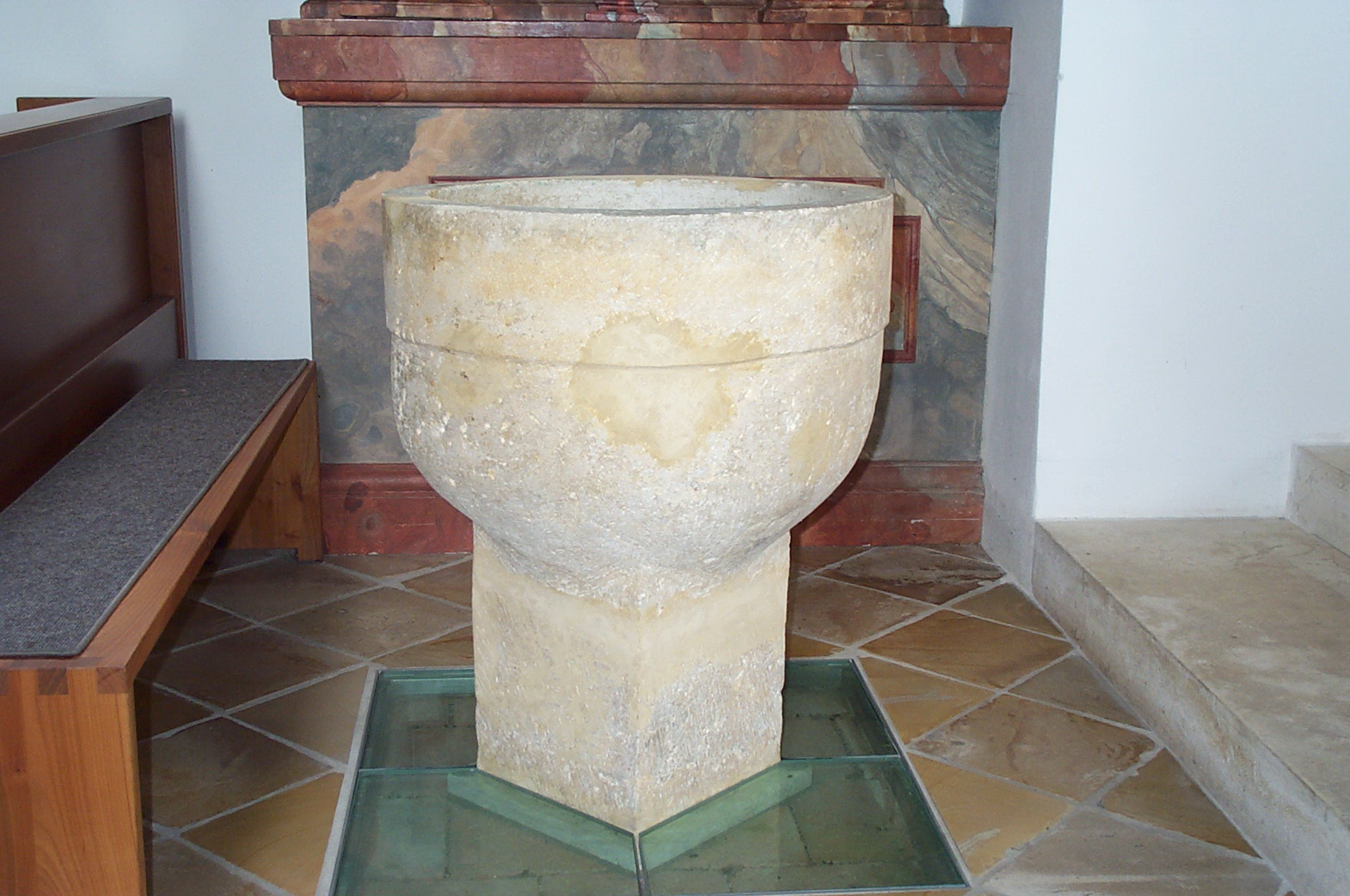
Romanischer Taufstein

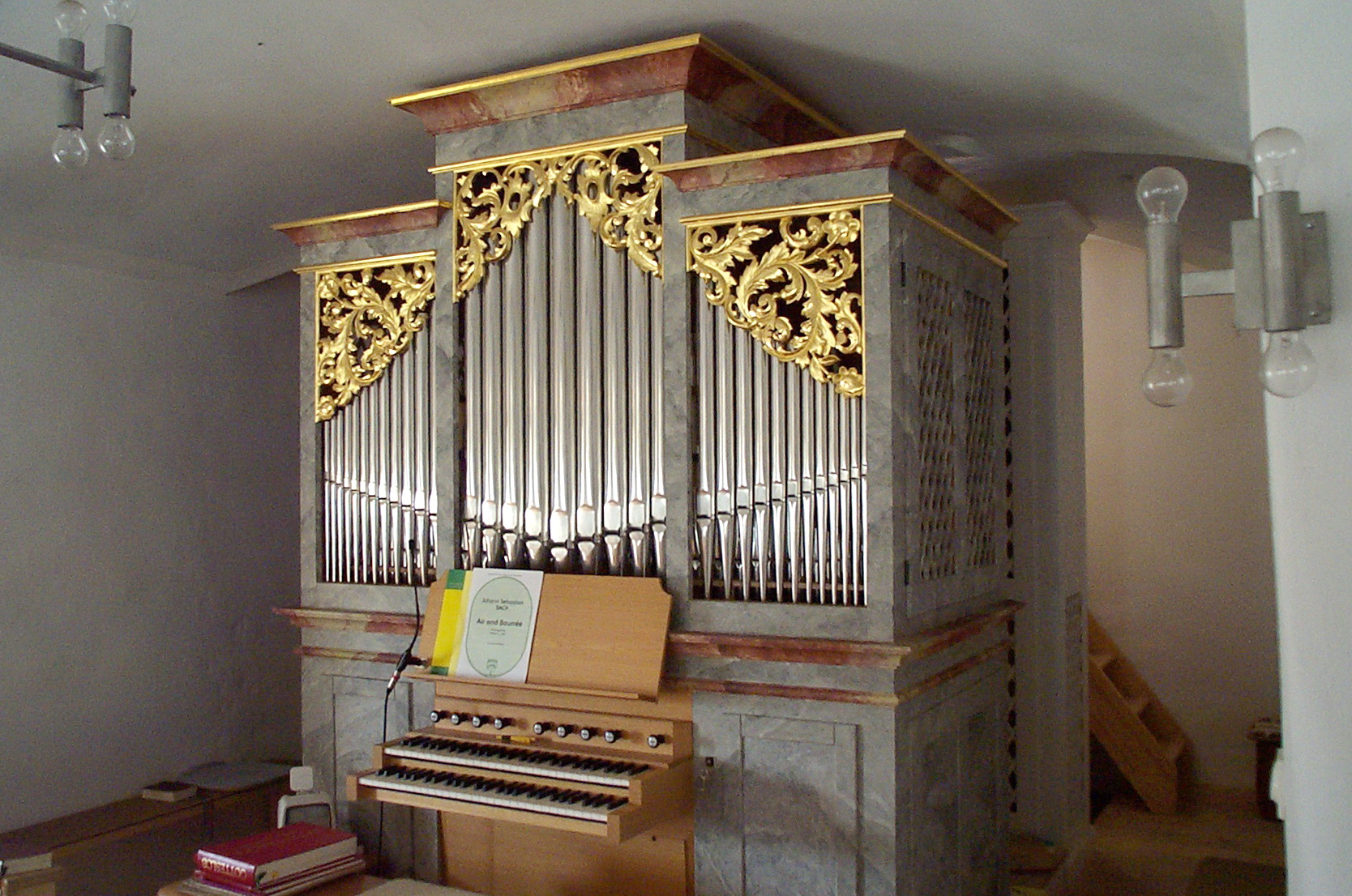
Nahaufnahme der Orgel

### Stuck und Deckengemälde
Die sparsame Stuckdekoration im Chorraum entstand um 1730. Mit Rank- und Blattwerk sind zwei Kartuschen – östlich mit einem Christusmonogramm und westlich mit einem Marienmonogramm – sowie das dazwischenliegende Deckenfresko gerahmt. Letzteres wurde erst 1912 von Johann Böckl geschaffen und stellt das Patroziniumsthema der Himmelfahrt Mariens dar. Auch die Ausmalung der Langhausdecke stammt von Böckl. Das Hauptbild zeigt die Verkündigung an Maria. Darauf bezieht sich die gemalte Kartusche am Chorbogen mit der Inschrift AVE / MARIA / GRATIA / PLENA. Die in Grisaille-Technik gemalten Kartuschen am Langhausgewölbe stellen Symbole mit Marientiteln aus der Lauretanischen Litanei dar.

### Hochaltar
Der 1688 geweihte barocke Hochaltar besitzt oberhalb des Sockels zwei Rundsäulen, welche eine Muschelnische einfassen, sowie zwei äußere, gewundene Säulen unter vorgekröpftem Gebälk. Zu beiden Seiten sind geschnitzte Wangen mit Rankwerk angebracht. Der hoch aufbauende Tabernakel wurde erst in den 1960er Jahren zum heutigen Zustand verändert. Der von Voluten flankierte Aufbau wird von vier blau marmorierten Rundsäulchen getragen. Obenauf steht eine Figur der Mutter Gottes mit Jesuskind aus der Zeit um 1600. Die bereits erwähnte Muschelnische bildet den Hintergrund für die Hauptfigur. Im Altarauszug befindet sich zwischen Giebelstücken und Volute das von zwei Engelsfiguren flankierte Oberbild mit einer Darstellung der Heiligen Barbara und Katharina.

### Seitenaltäre
Die beiden Seitenaltäre stammen aus der Zeit um 1700. Sie stehen wie üblich zu beiden Seiten des Chorbogens, sind allerdings aufgrund der geringen Breite des Kirchenschiffs zu den Langhauswänden gedreht. Die Altäre besitzen je zwei gewundene, mit Blattwerk umschlungene Säulen, die auf Volutenkonsolen ruhen. Zu je einer Seite befindet sich eine geschnitzte Wange mit Weinranken; diese Schnitzwerke wurden von einem nicht bekannten Altar übernommen und den Seitenaltären erst nachträglich hinzugefügt. Zwischen Giebelstücken auf verkröpftem Gebälk befindet sich jeweils der Altarauszug. Am nördlichen (linken) Seitenaltar ist im Hauptbild der heilige Wendelin dargestellt, im ovalen Auszugsbild der heilige Antonius von Padua. Der südliche (rechte) Seitenaltar zeigt im Hauptbild das Martyrium des heiligen Sebastian, im Oberbild den heiligen Rochus.

### Volksaltar, Ambo und Taufstein
Der moderne Volksaltar mit einer Darstellung der Hochzeit zu Kana wurde im Jahr 1994 über dem Altarfundament des mittelalterlichen Vorgängerbaus aufgestellt. Er stammt wie auch der Ambo von dem Bildhauer Alfred Böschl aus Adlhausen. Beide Kunstwerke sollen durch ihre angedeutete Kelchform einen Bezug zu dem romanischen Taufstein herstellen. Dieser weitgehend schmucklose Stein ruht auf einem quadratischen Sockel und wurde in der zweiten Hälfte des 13. Jahrhunderts geschaffen. Er ist vor dem nördlichen Seitenaltar aufgestellt.

### Kanzel
Nördlich am Chorbogen ist die barocke Kanzel angebracht. Sie besitzt einen polygonalen, blau-grau marmorierten Korpus mit einfachen, rot-braun marmorierten Feldern und vergoldeten Fruchtgehängen an den Kanten. Der ebenfalls polygonale Schalldeckel mit einem Relief der Heilig-Geist-Taube auf der Unterseite ist am Rand mit vergoldeten Schnitzereien verziert.

### Übrige Ausstattung
Zur figürlichen Ausstattung der Kirche gehören zwei spätgotische Schnitzwerke aus dem späten 15. Jahrhundert. Die Figuren, welche die Heiligen Sebastian und Wolfgang darstellen, sind im Chorraum untergebracht. Ebenfalls im Chorraum befindet sich ein 1966 angebrachtes Kruzifix, ein Missionskreuz mit barockem Korpus. An der Rückwand des Langhauses ist eine Barockfigur der Mutter Gottes mit dem Jesuskind aus dem 18. Jahrhundert zu finden. Der 14 Bildtafeln umfassende Kreuzweg ist in original barocker Rahmung erhalten. Die modernen Apostelleuchter, die an den nach Befund rekonstruierten Apostelkreuzen angebracht sind, schuf der Nürnberger Kunsthandwerker Klaus-Peter Scherer im Jahr 1996.

### Orgel
Eine Orgel für die Pfarrkirche Semerskirchen wurde 1895 von Martin Binder aus Pfaffenhofen an der Ilm fertiggestellt. Das einmanualige Instrument umfasste sechs Register. Es wurde im Zuge der Renovierung 1994 durch ein Instrument von Johannes Schädler aus Donaustauf ersetzt. Das rein mechanische Schleifladeninstrument ist in einem dreiteiligen, mittig erhöhten Prospekt untergebracht. Dieser wird von Schleierbrettern mit Akanthusrankwerk verziert. Die Orgel umfasst acht Register auf zwei Manualen und Pedal. Die Disposition lautet wie folgt:
| I Hauptwerk C–g3 |            |                            |
| 1a.              | Gedeckt    | 8′                         |
| 2.               | Prinzipal  | 8′                         |
| 3.               | Oktave     | 4′                         |
| 4.               | Mixtur III | 1 ⁄3′ (1 ⁄3′ als Vorabzug) |

| II Positiv C–g3 |            |    |
| 1b.             | Gedeckt    | 8′ |
| 5.              | Salicional | 8′ |
| 6.              | Flöte      | 4′ |
| 7.              | Oktave     | 2′ |

| Pedal C–f1 |        |     |
| 8.         | Subbaß | 16′ |

- Koppeln: II/I, I/P, II/P

### Glocken
Das für eine Dorfkirche überaus stattliche Geläut umfasst fünf Glocken mit der Schlagtonfolge e1–gis1–h1–cis2–e2, was einem erweiterten Salve-Regina-Motiv entspricht. Die zweitgrößte überdauerte als einzige die beiden Weltkriege. Sie wurde 1850 von Joseph Anton Spannagl aus Regensburg gefertigt und am 24. April des genannten Jahres zusammen mit zwei weiteren Glocken von Bischof Valentin von Riedel geweiht. 1923 wurden wiederum zwei neue Glocken geweiht, die als Ersatz für Kriegsverluste angeschafft worden waren. Diese mussten aber bereits im Zweiten Weltkrieg wieder abgegeben werden. Die übrigen vier Glocken, die das heutige Geläut komplettieren, stellte Karl Czudnochowsky 1950 in Erding her.

## Umgebung
Rund um die Kirche befindet sich ein kleiner Friedhof, der von einer Mauer aus dem 18. oder 19. Jahrhundert umgeben ist. Nördlich der Kirche ist der ebenfalls denkmalgeschützte Pfarrhof zu finden, ein zweigeschossiger, barocker Satteldachbau von 1707/08. In einer korbbogigen Mauernische hat sich eine barocke Madonnenfigur erhalten. Als Pfarrstadel dient ein eingeschossiger Walmdachbau, der im 18. Jahrhundert in Holzblockbauweise errichtet wurde.